# Naissance en 1550
Naissance
- 1546
- 1547
- 1548
- 1549
- 1550
- 1551
- 1552
- 1553
- 1554

Cette page dresse une liste de personnalités nées au cours de l'année 1550 :
- 18 janvier : Tsugaru Tamenobu, daimyo de la fin de l'époque Sengoku et du début de l'époque d'Edo († 29 mars 1608).
- 20 janvier : Ferdinand de Bavière, fils d'Albert V de Bavière et de l'archiduchesse Anne d'Autriche († 30 janvier 1608).
- 13 février : Andreas Ryff, commerçant, politicien et chroniqueur suisse († 18 août 1603).
- 17 février : Philippe de Hohenlohe-Neuenstein, Comte de Hohenlohe-Langenburg, général de la République des Provinces-Unies († 6 mars 1606).
- 22 février : Charles d'Arenberg, militaire et diplomate au service de la Couronne d'Espagne († 18 janvier 1616).
- 6 mars : Michelangelo Naccherino, sculpteur italien († février 1622).
- 12 mars : Giulio Cesare Croce, écrivain, conteur, dramaturge et énigmographe italien († 1er janvier 1609).
- 20 mars : Élisabeth de Brunswick-Grubenhagen, première femme du duc Jean de Schleswig-Holstein-Sonderbourg, fils du roi Christian III de Danemark († 11 février 1586).
- 9 avril : Jules Pacius, jurisconsulte italien († 1635).
- 12 avril : Édouard de Vere, 17e comte d'Oxford († 24 juin 1604).
- 8 mai : Jean Ier de Deux-Ponts, duc-palatin de Deux-Ponts († 12 août 1604).
- 20 mai : Simeone Tagliavia d'Aragonia, cardinal italien († 20 mai 1604).
- 25 mai : Camille de Lellis, religieux catholique italien († 14 juillet 1614).
- 26 mai : Fabien Ier de Dohna, officier germanique, burgrave de Dohna († 4 juin 1622).
- 16 juin : Marie-Éléonore de Clèves, fille aînée du duc Guillaume de Clèves et de Marie d'Autriche († 1er juin 1608).
- 27 juin : Charles IX, fils de Henri II, frère de François II et de Henri III († 30 mai 1574).
- 28 juin : Johannes van den Driesche, philologue néerlandais († 12 février 1616).
- 3 juillet : Jacobus Gallus, compositeur de la Renaissance († 18 juillet 1591).
- 21 juillet : Silvio Savelli, cardinal italien († 22 janvier 1599).
- 5 août : François d'Amboise, magistrat et écrivain français († 19 mars 1619).
- 6 août : Henri Caietan, cardinal italien († 13 décembre 1599).
- 8 août : Pierre Goudelin, juriste et avocat belge († 18 octobre 1619).
- 13 août : Émile Portus, humaniste italien († 1614 ou 1615).
- 8 septembre : Antoine II d'Oldenbourg-Delmenhorst, prince de la maison d'Oldenbourg († 25 octobre 1619).
- 10 septembre : Alonso Pérez de Guzmán el Bueno y Zúñiga, Grand d'Espagne, 7e duc de Medina Sidonia ((† 26 juillet 1615 ou † 1619).
- 17 septembre : Paul V, 233e pape de l’Église catholique († 28 janvier 1621).
- 24 septembre : Tang Xianzu, dramaturge chinois († 29 juillet 1616).
- 29 septembre : Joachim-Frédéric de Brzeg, duc de  Oława et Wołów, de Brzeg et de Legnica († 25 mars 1602).
- 30 septembre : Michael Maestlin, astronome et mathématicien allemand († 20 octobre 1631).
- 1er octobre : Ferdinand de Rye, religieux franc-comtois († 20 août 1636).
- 2 octobre : Rodolphe Acquaviva, prêtre jésuite italien († 25 juillet 1583).
- 4 octobre : Charles IX de Suède († 30 octobre 1611).
- 8 octobre : Antonio Zapata y Cisneros, cardinal espagnol († 27 avril 1635).
- 15 octobre : Henri de Nassau-Dillenbourg, enfant de Guillaume de Nassau et de Juliana de Stolberg et frère de Guillaume Ier d'Orange-Nassau († 14 avril 1574).
- 21 octobre : Renée d'Anjou-Mézière, épouse de François de Bourbon, duc de Montpensier († ?).
- 24 octobre : Antoine de Laval, humaniste français († 1631).
- 25 octobre : Carlo Bescapè, évêque catholique italien († 6 octobre 1615).
- 28 octobre :
  - Bernhard Paludanus, médecin et collectionneur néerlandais († 1633).
  - Stanislas Kostka, novice jésuite polonais († 15 août 1568).
- 15 novembre : Karin Månsdotter, reine de Suède-Finlande († 13 septembre 1612).
- 17 novembre : Jacques Bylivelt, orfèvre et joaillier hollandais († 19 février 1603).
- 24 novembre : Pierre Le Loyer, démonologue français († 27 janvier 1634).
- ? novembre : Henri de Saxe-Lauenbourg, Prince-Archevêque de Brême, Prince-Évêque d'Osnabrück et Prince-Évêque de Paderborn († 1585).
- 6 décembre : Orazio Vecchi (Modène), compositeur italien († 19 février 1605).
- 22 décembre : Cesare Cremonini, philosophe aristotélicien italien († 19 juillet 1631).
- 24 décembre : Henry Cavendish, militaire et homme politique anglais († 12 octobre 1616).
- 28 décembre : Vicente Espinel, écrivain et musicien espagnol († 4 février 1624).
- 31 décembre : Henri Ier de Guise, dit le Balafré, 3e duc de Guise († 23 décembre 1588).

- Date inconnue :
  - Philip Amadas, navigateur et explorateur anglais († 1618).
  - Amakasu Kagetsugu, samouraï au service du clan Uesugi († 22 juin 1611).
  - Pedro de Añazco, prêtre jésuite créole péruvien, missionnaire et explorateur († 1605).
  - Jacques II Androuet du Cerceau, architecte français († 16 septembre 1614).
  - Yaacov ben Itshaq Ashkenazi, rabbin, traducteur, écrivain et traducteur de la Bible († 1624).
  - Piermaria Bagnadore, peintre et architecte italien († 1627).
  - Baibagas Khan, Khan mongol, de la tribu Qoshot-Oïrat († 1640).
  - Willem Barentsz, navigateur et explorateur néerlandais († 20 juin 1597).
  - Christofle de Beaujeu, poète français († ?).
  - Claude Billard, écrivain, poète et dramaturge français († 1618).
  - Jaime Bleda, prêtre religieux dominicain († 1622).
  - Henry Boguet, grand-juge de Saint-Claude, aux confins du comté de Bourgogne († 23 février 1619).
  - John Bond, philologue, médecin et homme politique anglais († 3 août 1612).
  - Matthijs Bril, peintre paysagiste flamand († 8 juin 1583).
  - Emilio de' Cavalieri, compositeur italien († 11 mars 1602).
  - Hieronymus Commelinus, imprimeur flamand († 1597).
  - Charles II de Cossé, militaire français, Pair de France († juin 1621).
  - Jacob Willemsz Delff, peintre néerlandais († 5 mai 1601).
  - Ambrogio Doria, 94e Doge de Gênes († 12 juin 1621).
  - Dragpa Dundrub, reconnu comme 4e Gyaltsab Rinpoché, a reçu la transmission de la lignée du Karmapa et du 5e Shamar Rinpoché († 1617).
  - Juan Fernández de Velasco y Tovar, noble, militaire et diplomate espagnol († 15 mars 1613).
  - Cristobal de Fonseca, augustin espagnol († 1621).
  - Nicolas Guillain, sculpteur français († 20 mai 1639).
  - Thomas Helwys, anglais, un des principaux fondateurs du mouvement baptiste († 1616).
  - Gaspar Hovic, peintre flamand († 1627).
  - Levinus Hulsius, libraire, écrivain, notaire public, éditeur, imprimeur et graveur allemand († 13 mars 1606).
  - Ferrante Imperato, pharmacien et naturaliste napolitain († 1625).
  - Ina Tadatsugu, samouraï puis daimyo de la fin de l'époque Sengoku au début de l'époque d'Edo au service du clan Tokugawa († 1er août 1610).
  - Angelo Ingegneri, poète italien († 1613).
  - Keli Yakar, rabbin, poète, prédicateur et commentateur biblique († 21 avril 1619).
  - Jacques Leschassier, écrivain et juriste français († 28 avril 1625).
  - Li Shida, peintre chinois († 1620).
  - Pierre Maillart, religieux et musicologue belge († 1622).
  - Pierre de Melun, connétable et sénéchal héréditaire de Hainaut, grand maître d'hôtel du gouverneur général des Pays-Bas, grand bailli de la ville et château de Tournai et Tournaisis († 1594).
  - Domenico Mona, peintre baroque italien de l'école de Ferrare († 1602).
  - John Napier ou Neper, mathématicien écossais († 4 avril 1617).
  - Julien Peleus, avocat, historien et poète français († 1625).
  - Richard Percivale, homme politique anglais († 1620).
  - George Popham, explorateur et colonisateur anglais († 1608).
  - Raffaellino da Reggio, peintre maniériste italien († mai 1578).
  - René II de Rohan, seigneur de Blain et de Ploërmel († 1586).
  - Jean Robin, botaniste français († 25 avril 1629).
  - Martin Rutilius, pasteur allemand († 1618).
  - Johan Sadeler, graveur illustrateur flamand († août 1600).
  - François Sanchez, philosophe et médecin portugais († 1623).
  - Tomás Sánchez, prêtre jésuite, théologien (moraliste) et écrivain espagnol († 19 mai 1610).
  - Sarsa Dengel d'Éthiopie, négus d’Éthiopie († 4 octobre 1597).
  - Trịnh Tùng, maire du palais du Đại Việt (ancêtre du Viêt Nam) de la dynastie Lê, chef de la famille des Trịnh († 1623).
  - Cristóbal de Virués, dramaturge et poète espagnol († 1614).
  - Edward Maria Wingfield, militaire et homme politique anglais († 1631).
  - Melchior de La Cerda, érudit espagnol († 1615).
- Entre 1540 et 1550 :
- Hugh O'Neill, 2e comte de Tyrone († 20 juillet 1616).

- Vers 1549 - 1550 :
- Johannes Bach, musicien allemand († 26 décembre 1626).

- 1548 ou 1550 :
- Jean de La Ceppède, poète français († 21 juillet 1623).

- 1550 ou 1551 :
- Timothy Bright, médecin anglais († 9 août 1615).

- Vers 1550 ou 1556 :
- Giovanni Paolo Cavagna, peintre baroque italien († 20 mai 1627).

- Vers 1550 :
  - Cristoforo Augusta, peintre italien († vers 1600).
  - Juan Ballestero, carme déchaux espagnol († 10 mai 1606).
  - Henry Barrowe, puritain anglais († 6 avril 1593).
  - Jean Béguin, apothicaire et chimiste français († vers 1620).
  - Filippo Bellini, peintre italien († 1604).
  - Florent de Berlaymont, homme d'État hollandais († 3 avril 1626).
  - Anselmus Boëtius de Boodt, humaniste, médecin, minéralogiste, homme politique et chanoine laïc flamand († 21 juin 1626).
  - Lattanzio Bonastri da Lucignano, peintre maniériste italien († vers 1583).
  - Marie de Brimeu, princesse de Chimay († 18 avril 1605).
  - Robert Browne, théologien anglais († vers 1633).
  - Giovanni Battista Cremonini, peintre italien († 1610).
  - Antonio Cimatori, peintre italien († 19 août 1623).
  - John Davis, navigateur et explorateur anglais († décembre 1605).
  - Gervasio Gatti, paintre maniériste italien (° vers 1631).
  - Jerome Horsey, diplomate, explorateur et homme politique anglais († 1626).
  - Girolamo Imparato, peintre maniériste italien de l'école napolitaine († 1621).
  - Martin Kober, peintre portraitiste et miniaturiste allemand († vers 1598).
  - Giovanni Laurentini, peintre maniériste italien († 18 mars 1633).
  - Henri Lerambert, peintre français († 10 septembre 1608).
  - Léonard II Limosin, peintre émailleur français († vers 1625).
  - Niall Mòr MacMuireadhaigh, barde gael († après 1613).
  - Hemminki Maskulainen, prêtre finlandais († 1619).
  - Philips Numan, historien, poète, greffier et secrétaire de Bruxelles († 19 février 1617).
  - Samuel Pallache, marchand, diplomate et pirate juif marocain († 4 février 1616).
  - Jean Pidoux, médecin français († 25 août 1610).
  - Scipione Pulzone, peintre italien († 1er février 1598).
  - Sebastián Raval, compositeur espagnol († 1604).
  - Safiye Sultan, favorite du sultan ottoman Mourad III († 1618 ou 1619).
  - Mikołaj Sęp Szarzyński, poète polonais († vers 1581).
  - Jacques de Serres, évêque français († 26 janvier 1621).
  - Hendrik van Steenwijk I, peintre néerlandais († 1603).
  - Lodewijk Toeput, peintre et dessinateur d'origine flamande († 1604 ou 1605).
  - Jan Tollius, compositeur des Pays-Bas ayant aussi travaillé en Italie et au Danemark († vers 1603).
  - Richard Vaughan, évêque gallois de l'Église d'Angleterre († 30 mars 1603).
  - Ivan Vichenski, moine orthodoxe philosophe religieux ukrainien († après 1620).

## Crédit d'auteurs
- Cet article est partiellement ou en totalité issu de l'article intitulé « 1550 » (voir la liste des auteurs).